# Чисті аркуші
«Чисті аркуші» — перші примірники надрукованих аркушів, що містять усі шпальти (8, 16, 32), їх передають у видавництво з поліграфічного виробництва для перевірки та контролю за останнім варіантом видання. У видавництві їх переглядає редактор на наявність недоліків, помилок. У випадку, коли знаходять помилку, передруковують цілий аркуш.

Після звіряння «чистих аркушів» редактором поліграфічне підприємство приступає до виготовлення сигнальних примірників.